# Dunai Imre (tanár)
Dunai Imre (1767–1838) evangélikus gimnáziumi tanár.

## Élete
Tállyai tanító volt, mikor 1800. január 9-én meghívták tanárnak a miskolci evangélikus gimnáziumba 120 forint fizetéssel és 1 forint főpénzzel minden gyermek után. A Donatus és grammatika tanításával bízták meg (1804-ben 25 donatista, 20 grammatista s 6 syntaxista tanítványa volt; ezek száma 1824-ben 81-re emelkedett; fizetése pedig 1821-ben 170 forintról 200 forintra).

## Munkái
1. Donatus latino-germanicus; oder erste Anleitung zu der grammaticalischen Kenntniss der deutschen und lateinischen Sprache. Herausgegeben von… Hermannstadt, 1810. (új kiadásai: Eger, 1812; Kassa, 1820, 1828; Sopron, 1823, Sztrokay Ignácz által.) A 19. század első tizedeiben a katolikus, ágostai evangélikus és unitárius iskolákban is használták; azoknak az osztályoknak tanulóit, ahol ez kézikönyv volt, „donatisták”-nak hívták.
2. Rövid német grammatika, ahhoz tartozó német és magyar grammatikai gyakorlásokkal. Kassa, 1826.